# Real Madrid Club de Fútbol 1960-1961
Questa voce raccoglie le informazioni riguardanti il Real Madrid Club de Fútbol nelle competizioni ufficiali della stagione 1960-1961

## Stagione
Nella stagione in cui vide interrompersi il proprio dominio in Coppa dei Campioni (a causa dell'eliminazione da parte del Barcellona), il Real Madrid andò vicino al doblete vincendo il campionato in maniera agevole (dodici punti sulla seconda classificata), ma perdendo la Copa del Generalísimo a causa di una sconfitta rimediata in finale contro i rivali cittadini dell'Atlético Madrid. A inizio stagione le merengues vinsero inoltre la prima edizione della Coppa Intercontinentale travolgendo nella gara di ritorno il Peñarol dopo lo 0-0 all'andata.

## Rosa
| N. |                      | Ruolo | Calciatore         |
| -- | -------------------- | ----- | ------------------ |
|    | Spagna (bandiera)    | P     | José Vicente Train |
|    | Argentina (bandiera) | P     | Rogelio Domínguez  |
|    | Uruguay (bandiera)   | D     | José Santamaría    |
|    | Spagna (bandiera)    | D     | Pedro Casado       |
|    | Spagna (bandiera)    | D     | Enrique Pérez      |
|    | Spagna (bandiera)    | D     | Marquitos          |
|    | Spagna (bandiera)    | D     | Miche              |
|    | Spagna (bandiera)    | C     | Luis del Sol       |
|    | Spagna (bandiera)    | C     | José María Vidal   |
|    | Spagna (bandiera)    | C     | Antonio Ruiz       |
|    | Spagna (bandiera)    | C     | Juan Santisteban   |

| N. |                      | Ruolo | Calciatore           |
| -- | -------------------- | ----- | -------------------- |
|    | Spagna (bandiera)    | C     | José María Zárraga   |
|    | Spagna (bandiera)    | A     | Francisco Gento      |
|    | Ungheria (bandiera)  | A     | Ferenc Puskás        |
|    | Argentina (bandiera) | A     | Alfredo Di Stéfano   |
|    | Brasile (bandiera)   | A     | Canário              |
|    | Spagna (bandiera)    | A     | Jesús Herrera Alonso |
|    | Spagna (bandiera)    | A     | Manuel Bueno         |
|    | Spagna (bandiera)    | A     | Pepillo              |
|    | Svezia (bandiera)    | A     | Agne Simonsson       |
|    | Spagna (bandiera)    | A     | Enrique Mateos       |
|    | Argentina (bandiera) | A     | Héctor Rial          |

## Statistiche

### Statistiche di squadra
| Competizione            | Punti | Totale | Totale | Totale | Totale | Totale | Totale | DR  |
| Competizione            | Punti | G      | V      | N      | P      | Gf     | Gs     | DR  |
| ----------------------- | ----- | ------ | ------ | ------ | ------ | ------ | ------ | --- |
| Primera División        | 52    | 30     | 24     | 4      | 2      | 89     | 25     | +64 |
| Coppa del Generalísimo  | -     | 9      | 6      | 1      | 2      | 29     | 9      | +20 |
| Coppa dei Campioni      | -     | 2      | 0      | 1      | 1      | 3      | 4      | -1  |
| Coppa Intercontinentale | -     | 2      | 1      | 1      | 0      | 5      | 1      | +4  |
| Totale                  | -     | 43     | 37     | 7      | 5      | 126    | 39     | +87 |

### Statistiche dei giocatori
| Giocatore   | Primera División | Primera División | Primera División | Primera División |
| Giocatore   | Pres             | Gol              | Am               | Esp              |
| ----------- | ---------------- | ---------------- | ---------------- | ---------------- |
| Bueno       | 5                |                  |                  |                  |
| Canario     | 19               | 5                |                  |                  |
| Casado      | 26               |                  |                  |                  |
| Del Sol     | 29               | 17               |                  |                  |
| Di Stéfano  | 23               | 21               |                  |                  |
| Domínguez   | 1                |                  |                  |                  |
| Gento       | 28               | 9                |                  |                  |
| Herrera     | 6                |                  |                  |                  |
| Marquitos   | 19               |                  |                  | 1                |
| Mateos      | 2                |                  |                  |                  |
| Miche       | 1                |                  |                  |                  |
| Pachín      | 25               |                  |                  |                  |
| Pepillo     | 5                |                  |                  |                  |
| Puskás      | 28               | 28               |                  |                  |
| Rial        | 2                |                  |                  |                  |
| Ruiz        | 10               | 1                |                  |                  |
| Santamaría  | 27               | 1                |                  |                  |
| Santisteban | 3                |                  |                  |                  |
| Simonsson   | 3                | 1                |                  | 1                |
| Train       | 29               |                  |                  |                  |
| Vidal       | 28               |                  |                  |                  |
| Zárraga     | 3                |                  |                  |                  |